# Michael Sutton
Michael Sutton (ur. 18 czerwca 1970 roku w Los Angeles, w stanie Kalifornia) – amerykański aktor telewizyjny i filmowy.

## Życiorys
Urodził się i dorastał w Los Angeles. Po ukończeniu Kalifornijskiego Uniwersytetu Stanowego w Northridge na wydziale sztuki filmowej produkcji i elementami reżyserii, zadebiutował na małym ekranie rolą zarażonego wirusem HIV Michaela 'Stone' Catesa w operze mydlanej ABC Szpital miejski (1993-1995), a za debiutancką rolę w 1996 roku zdobył nominację do nagrody Emmy dla najlepszego aktora drugoplanowego.
Jednocześnie rozpoczął drugą karierę idąc w ślady swojego ojca, legendarnego publicysty Freeman & Sutton Public Relations Firm (jego klientami byli m.in. Martin Lawrence, Burt Reynolds, Christopher Walken, Elijah Wood, Patty Duke, Miramax, Oprah Winfrey i Amerykański Instytut Filmowy) i zajął się zawodowo promocją restauracji, barów, salonów i nocnych klubów. Zajął się także promocją filmu dokumentalnego Quincy'ego Jonesa III pt. The Freshest Kids (2002) i odnosił powodzenie w reklamie takich instytucji jak: Bar One, The Beverly Club, On the Rox, Guy's Bar, Mamagaya, Garden of Eden, Billboard Live (nowy Key Club), Pop przy Playroom (nowy A.D.), Chi & The Roof przez Hyatt Hotel i The Hollywood Canteen. Współpracował z takimi firmami jak Bragman, Nyman i Cafarelli.

## Filmografia

### filmykinowe
- 2006: Miłość hollywoodzkiego stylu (Love Hollywood Style) jako Gwiazdor Porno
- 2002: Łzy mojej córki (My Daughter's Tears) jako Ben
- 2002: Hyperdźwiękowy (Hyper Sonic) jako Kevin Irvine
- 1999: Amerykańscy intelektualiści (American Intellectuals)
- 1999: Poszukiwany przez mafię (Wanted) jako Jimmy Scrico
- 1999: Dark Nova jako Zed
- 1998: Błąd w sztuce (Error in Judgment) jako James
- 1997: Abbottowie prawdziwi (Inventing the Abbotts) jako Steve

### filmyTV
- 2000: Książę ciemności: Prawdziwa historia Draculi (Dark Prince: The True Story of Dracula) jako Radu
- 1995: In A New Light: Sex Unplugged

### serialeTV
- 1995: ABC Afterschool Specials – Wynik pozytywny: Jak podróż do wnętrzna AIDS (Positive: A Journey Into AIDS)
- 1993-1995: Szpital miejski (General Hospital) jako Michael (Mike) 'Stone' Cates